# Campeonato de Fútbol Femenino de Primera División B 2016-17 (Argentina)
El Campeonato de Fútbol Femenino de Primera División B 2016-17 fue la segunda temporada de la Primera División B, segunda categoría del fútbol femenino en Argentina. Estuvo organizado por la Asociación del Fútbol Argentino. Comenzó el 29 de octubre de 2016 y finalizó el 4 de junio de 2017.
Los nuevos participantes fueron el único descendido de la Primera División A 2016, Puerto Nuevo, y los dos equipos incorporados por la AFA a los certámenes regulares: Camioneros y Lima.
El campeón fue el Club Deportivo Morón, que derrotó en un partido desempate al Club Atlético Excursionistas, por intermedio de los tiros desde el punto penal. Ambos equipos, junto a la Sociedad Hebraica Argentina, que finalizó el certamen en tercer lugar, ascendieron a la Primera División A.

## Ascensos, descensos, incorporaciones y retiros
| Calidad  | Retirados tras la Primera División B 2016 |
| -------- | ----------------------------------------- |
| Retirado | Almagro                                   |
| Retirado | Bella Vista (Córdoba)                     |
| Retirado | Defensores Unidos                         |
| Retirado | Fernando Cáceres                          |
| Retirado | Leandro N. Alem                           |

| Calidad     | Incorporados a la Primera División B 2016-17 |
| ----------- | -------------------------------------------- |
| Incorporado | Camioneros                                   |
| Incorporado | Lima                                         |

| Posición | Ascendidos a la Primera División A 2016-17 |
| -------- | ------------------------------------------ |
| 1.º      | Villa San Carlos                           |
| 2.º      | El Porvenir                                |
| 3.º      | Atlanta                                    |

| Posición | Descendidos de la Primera División A 2016 |
| -------- | ----------------------------------------- |
| 10.º     | Puerto Nuevo                              |

## Sistema de disputa
Los 9 participantes se enfrentaron en dos ruedas por el sistema de todos contra todos, de acuerdo con el programa aprobado por la Asociación del Fútbol Argentino. El equipo que al final del campeonato sumó más puntos se consagró campeón y ascendió a la Primera División A junto con los equipo que finalizaron en segunda y tercera posición.

## Equipos participantes
| Equipo               | Ciudad         |
| -------------------- | -------------- |
| Camioneros           | Nueve de abril |
| Defensores del Chaco | Paso del Rey   |
| Deportivo Morón      | Morón          |
| Excursionistas       | Buenos Aires   |
| Hebraica             | Pilar          |
| Lima                 | Zárate         |
| Liniers              | San Justo      |
| Luján                | Luján          |
| Puerto Nuevo         | Campana        |

### Distribución geográfica de los equipos
| Región                                   | Cant. | Equipos                                                     |
| ---------------------------------------- | ----- | ----------------------------------------------------------- |
| Conurbano bonaerense                     | 4     | Camioneros, Defensores del Chaco, Deportivo Morón y Liniers |
| Interior de la provincia de Buenos Aires | 4     | Hebraica, Lima, Luján y Puerto Nuevo                        |
| Ciudad de Buenos Aires                   | 1     | Excursionistas                                              |

## Tabla de posiciones final
| Pos. | Equipo               | Pts. | PJ | PG | PE | PP | GF | GC | Dif. |
| ---- | -------------------- | ---- | -- | -- | -- | -- | -- | -- | ---- |
| 01.º | Deportivo Morón      | 38   | 16 | 12 | 2  | 2  | 46 | 14 | 32   |
| 02.º | Excursionistas       | 38   | 16 | 12 | 2  | 2  | 45 | 12 | 33   |
| 03.º | Hebraica             | 32   | 16 | 9  | 5  | 2  | 44 | 22 | 22   |
| 04.º | Lima                 | 31   | 16 | 10 | 1  | 5  | 39 | 23 | 16   |
| 05.º | Camioneros           | 24   | 16 | 7  | 3  | 6  | 36 | 43 | −7   |
| 06.º | Luján                | 19   | 16 | 6  | 1  | 9  | 15 | 25 | −10  |
| 07.º | Puerto Nuevo         | 13   | 16 | 4  | 1  | 11 | 24 | 48 | −24  |
| 08.º | Defensores del Chaco | 8    | 16 | 2  | 2  | 12 | 12 | 62 | −50  |
| 09.º | Liniers              | 4    | 16 | 1  | 1  | 14 | 8  | 20 | −12  |

|  | Campeón. Ascendió a la Primera División A. |
|  | Ascendió a la Primera División A.          |

| 1. |

### Evolución de las posiciones

#### Primera rueda
| Equipo / Fecha       | 1    | 2    | 3    | 4    | 5    | 6    | 7    | 8    | 9    |
| -------------------- | ---- | ---- | ---- | ---- | ---- | ---- | ---- | ---- | ---- |
| Camioneros           | 04.º | 06.º | 06.º | 07.º | 06.º | 06.º | 06.º | 06.º | 05.º |
| Defensores del Chaco | 06.º | 08.º | 08.º | 09.º | 09.º | 09.º | 09.º | 09.º | 09.º |
| Deportivo Morón      | 02.º | 04.º | 03.º | 04.º | 05.º | 03.º | 02.º | 01.º | 01.º |
| Excursionistas       | 03.º | 02.º | 01.º | 01.º | 01.º | 02.º | 01.º | 02.º | 02.º |
| Hebraica             | 01.º | 01.º | 02.º | 02.º | 03.º | 01.º | 03.º | 03.º | 04.º |
| Lima                 | 07.º | 03.º | 05.º | 05.º | 04.º | 05.º | 04.º | 04.º | 03.º |
| Liniers              | 04.º | 07.º | 07.º | 08.º | 07.º | 07.º | 07.º | 07.º | 07.º |
| Luján                | 08.º | 04.º | 03.º | 03.º | 02.º | 04.º | 05.º | 05.º | 06.º |
| Puerto Nuevo         | 09.º | 09.º | 09.º | 06.º | 08.º | 08.º | 08.º | 08.º | 08.º |

| 1. 2. 3. 4. |

#### Segunda rueda
| Equipo / Fecha       | 10   | 11   | 12   | 13   | 14   | 15   | 16   | 17   | 18   |
| -------------------- | ---- | ---- | ---- | ---- | ---- | ---- | ---- | ---- | ---- |
| Camioneros           | 06.º | 06.º | 06.º | 05.º | 05.º | 05.º | 05.º | 05.º | 05.º |
| Defensores del Chaco | 09.º | 09.º | 09.º | 08.º | 08.º | 08.º | 08.º | 08.º | 08.º |
| Deportivo Morón      | 01.º | 01.º | 01.º | 01.º | 02.º | 01.º | 02.º | 01.º | 01.º |
| Excursionistas       | 04.º | 02.º | 02.º | 03.º | 03.º | 03.º | 04.º | 04.º | 02.º |
| Hebraica             | 03.º | 04.º | 03.º | 04.º | 04.º | 04.º | 03.º | 03.º | 03.º |
| Lima                 | 02.º | 03.º | 04.º | 02.º | 01.º | 02.º | 01.º | 02.º | 04.º |
| Liniers              | 07.º | 08.º | 08.º | 09.º | 09.º | 09.º | 09.º | 09.º | 09.º |
| Luján                | 05.º | 05.º | 05.º | 06.º | 06.º | 06.º | 06.º | 06.º | 06.º |
| Puerto Nuevo         | 08.º | 07.º | 07.º | 07.º | 07.º | 07.º | 07.º | 07.º | 07.º |

| 1. 2. 3. 4. 5. 6. 7. 8. 9. 10. 11. 12. |

## Resultados

### Primera rueda
| Fecha 1                     | Fecha 1   | Fecha 1         | Fecha 1                     | Fecha 1       | Fecha 1 |
| Local                       | Resultado | Visitante       | Estadio                     | Fecha         | Hora    |
| --------------------------- | --------- | --------------- | --------------------------- | ------------- | ------- |
| Hebraica                    | 8 - 1     | Puerto Nuevo    | Sociedad Hebraica Argentina | 29 de octubre | 16:00   |
| Camioneros                  | 1 - 1     | Liniers         | Predio Luis Guillón         | 29 de octubre | 18:00   |
| Excursionistas              | 2 - 1     | Lima            | Coliseo del Bajo Belgrano   | 29 de octubre | 20:00   |
| Luján                       | 0 - 2     | Deportivo Morón | Predio San Emilio           | 30 de octubre | 15:30   |
| Libre: Defensores del Chaco |           |                 |                             |               |         |

| Fecha 2           | Fecha 2   | Fecha 2              | Fecha 2                         | Fecha 2        | Fecha 2 |
| Local             | Resultado | Visitante            | Estadio                         | Fecha          | Hora    |
| ----------------- | --------- | -------------------- | ------------------------------- | -------------- | ------- |
| Deportivo Morón   | 0 - 2     | Excursionistas       | Predio Raúl Florentino Di Carlo | 5 de noviembre | 15:00   |
| Puerto Nuevo      | 0 - 2     | Luján                | Rubén Carlos Vallejos           | 5 de noviembre | 15:30   |
| Liniers           | 1 - 3     | Hebraica             | Juan Antonio Arias              | 5 de noviembre | 16:00   |
| Lima              | 3 - 2     | Defensores del Chaco | Lima Football Club              | 6 de noviembre | 19:00   |
| Libre: Camioneros |           |                      |                                 |                |         |

| Fecha 3              | Fecha 3   | Fecha 3         | Fecha 3                            | Fecha 3         | Fecha 3 |
| Local                | Resultado | Visitante       | Estadio                            | Fecha           | Hora    |
| -------------------- | --------- | --------------- | ---------------------------------- | --------------- | ------- |
| Hebraica             | 2 - 0     | Camioneros      | Sociedad Hebraica Argentina        | 12 de noviembre | 16:00   |
| Defensores del Chaco | 0 - 1     | Deportivo Morón | Club Atlético Defensores del Chaco | 12 de noviembre | 16:30   |
| Excursionistas       | 9 - 0     | Puerto Nuevo    | Coliseo del Bajo Belgrano          | 12 de noviembre | 20:00   |
| Luján                | 1 - 0     | Liniers         | Predio San Emilio                  | 13 de noviembre | 11:00   |
| Libre: Lima          |           |                 |                                    |                 |         |

| Fecha 4         | Fecha 4   | Fecha 4              | Fecha 4                         | Fecha 4         | Fecha 4 |
| Local           | Resultado | Visitante            | Estadio                         | Fecha           | Hora    |
| --------------- | --------- | -------------------- | ------------------------------- | --------------- | ------- |
| Deportivo Morón | 1 - 0     | Lima                 | Predio Raúl Florentino Di Carlo | 19 de noviembre | 17:00   |
| Puerto Nuevo    | 9 - 0     | Defensores del Chaco | Rubén Carlos Vallejos           | 19 de noviembre | 17:00   |
| Camioneros      | 0 - 0     | Luján                | Predio Luis Guillón             | 19 de noviembre | 18:00   |
| Liniers         | 0 - 3     | Excursionistas       | Juan Antonio Arias              | 20 de noviembre | 17:00   |
| Libre: Hebraica |           |                      |                                 |                 |         |

| Fecha 5                | Fecha 5   | Fecha 5      | Fecha 5                            | Fecha 5         | Fecha 5 |
| Local                  | Resultado | Visitante    | Estadio                            | Fecha           | Hora    |
| ---------------------- | --------- | ------------ | ---------------------------------- | --------------- | ------- |
| Luján                  | 1 - 0     | Hebraica     | Predio San Emilio                  | 26 de noviembre | 17:00   |
| Excursionistas         | 0 - 4     | Camioneros   | Coliseo del Bajo Belgrano          | 26 de noviembre | 20:00   |
| Defensores del Chaco   | 0 - 6     | Liniers      | Club Atlético Defensores del Chaco | 27 de noviembre | 09:00   |
| Lima                   | 3 - 2     | Puerto Nuevo | Lima Football Club                 | 27 de noviembre | 19:00   |
| Libre: Deportivo Morón |           |              |                                    |                 |         |

| Fecha 6      | Fecha 6   | Fecha 6              | Fecha 6                     | Fecha 6        | Fecha 6 |
| Local        | Resultado | Visitante            | Estadio                     | Fecha          | Hora    |
| ------------ | --------- | -------------------- | --------------------------- | -------------- | ------- |
| Puerto Nuevo | 1 - 3     | Deportivo Morón      | Rubén Carlos Vallejos       | 3 de diciembre | 17:00   |
| Camioneros   | 6 - 1     | Defensores del Chaco | Predio Luis Guillón         | 3 de diciembre | 19:00   |
| Liniers      | 0 - 2     | Lima                 | Juan Antonio Arias          | 4 de diciembre | 09:00   |
| Hebraica     | 2 - 0     | Excursionistas       | Sociedad Hebraica Argentina | 4 de diciembre | 17:00   |
| Libre: Luján |           |                      |                             |                |         |

| Fecha 7              | Fecha 7   | Fecha 7    | Fecha 7                            | Fecha 7         | Fecha 7 |
| Local                | Resultado | Visitante  | Estadio                            | Fecha           | Hora    |
| -------------------- | --------- | ---------- | ---------------------------------- | --------------- | ------- |
| Excursionistas       | 4 - 1     | Luján      | Coliseo del Bajo Belgrano          | 7 de diciembre  | 21:00   |
| Defensores del Chaco | 2 - 2     | Hebraica   | Club Atlético Defensores del Chaco | 10 de diciembre | 17:00   |
| Deportivo Morón      | 1 - 0     | Liniers    | Predio Raúl Florentino Di Carlo    | 10 de diciembre | 17:00   |
| Lima                 | 4 - 0     | Camioneros | Lima Football Club                 | 11 de diciembre | 20:00   |
| Libre: Puerto Nuevo  |           |            |                                    |                 |         |

| Fecha 8               | Fecha 8   | Fecha 8              | Fecha 8                     | Fecha 8     | Fecha 8    |
| Local                 | Resultado | Visitante            | Estadio                     | Fecha       | Hora       |
| --------------------- | --------- | -------------------- | --------------------------- | ----------- | ---------- |
| Hebraica              | 1 - 1     | Lima                 | Sociedad Hebraica Argentina | 18 de marzo | 16:00      |
| Camioneros            | 1 - 2     | Deportivo Morón      | Predio Luis Guillón         | 18 de marzo | 17:30      |
| Luján                 | 1 - 0     | Defensores del Chaco | Predio San Emilio           | 19 de marzo | 16:00      |
| Liniers               | 0 - 1     | Puerto Nuevo         | No se jugó                  | No se jugó  | No se jugó |
| Libre: Excursionistas |           |                      |                             |             |            |

| Fecha 9              | Fecha 9   | Fecha 9        | Fecha 9                            | Fecha 9     | Fecha 9 |
| Local                | Resultado | Visitante      | Estadio                            | Fecha       | Hora    |
| -------------------- | --------- | -------------- | ---------------------------------- | ----------- | ------- |
| Puerto Nuevo         | 0 - 2     | Camioneros     | Rubén Carlos Vallejos              | 25 de marzo | 15:30   |
| Deportivo Morón      | 1 - 1     | Hebraica       | Predio Raúl Florentino Di Carlo    | 25 de marzo | 15:30   |
| Defensores del Chaco | 1 - 3     | Excursionistas | Club Atlético Defensores del Chaco | 26 de marzo | 16:00   |
| Lima                 | 0 - 1     | Luján          | Lima Football Club                 | 26 de marzo | 19:00   |
| Libre: Liniers       |           |                |                                    |             |         |

| 1. 2. 3. 4. 5. 6. |

### Segunda rueda
| Fecha 10                    | Fecha 10  | Fecha 10       | Fecha 10                        | Fecha 10   | Fecha 10   |
| Local                       | Resultado | Visitante      | Estadio                         | Fecha      | Hora       |
| --------------------------- | --------- | -------------- | ------------------------------- | ---------- | ---------- |
| Deportivo Morón             | 2 - 1     | Luján          | Predio Raúl Florentino Di Carlo | 1 de abril | 15:30      |
| Puerto Nuevo                | 0 - 4     | Hebraica       | Rubén Carlos Vallejos           | 1 de abril | 15:30      |
| Lima                        | 0 - 1     | Excursionistas | Lima Football Club              | 2 de abril | 18:00      |
| Liniers                     | 0 - 1     | Camioneros     | No se jugó                      | No se jugó | No se jugó |
| Libre: Defensores del Chaco |           |                |                                 |            |            |

| Fecha 11             | Fecha 11  | Fecha 11        | Fecha 11                           | Fecha 11   | Fecha 11   |
| Local                | Resultado | Visitante       | Estadio                            | Fecha      | Hora       |
| -------------------- | --------- | --------------- | ---------------------------------- | ---------- | ---------- |
| Luján                | 1 - 2     | Puerto Nuevo    | Predio San Emilio                  | 8 de abril | 15:00      |
| Defensores del Chaco | 0 - 1     | Lima            | Club Atlético Defensores del Chaco | 9 de abril | 15:30      |
| Excursionistas       | 1 - 1     | Deportivo Morón | Coliseo del Bajo Belgrano          | 9 de abril | 19:00      |
| Hebraica             | 1 - 0     | Liniers         | No se jugó                         | No se jugó | No se jugó |
| Libre: Camioneros    |           |                 |                                    |            |            |

| Fecha 12        | Fecha 12  | Fecha 12             | Fecha 12                        | Fecha 12    | Fecha 12   |
| Local           | Resultado | Visitante            | Estadio                         | Fecha       | Hora       |
| --------------- | --------- | -------------------- | ------------------------------- | ----------- | ---------- |
| Puerto Nuevo    | 0 - 2     | Excursionistas       | Rubén Carlos Vallejos           | 13 de abril | 15:00      |
| Deportivo Morón | 6 - 1     | Defensores del Chaco | Predio Raúl Florentino Di Carlo | 15 de abril | 15:30      |
| Camioneros      | 2 - 2     | Hebraica             | Predio Luis Guillón             | 18 de abril | 21:30      |
| Liniers         | 0 - 1     | Luján                | No se jugó                      | No se jugó  | No se jugó |
| Libre: Lima     |           |                      |                                 |             |            |

| Fecha 13             | Fecha 13  | Fecha 13        | Fecha 13                           | Fecha 13    | Fecha 13   |
| Local                | Resultado | Visitante       | Estadio                            | Fecha       | Hora       |
| -------------------- | --------- | --------------- | ---------------------------------- | ----------- | ---------- |
| Luján                | 2 - 3     | Camioneros      | Predio San Emilio                  | 23 de abril | 15:00      |
| Defensores del Chaco | 1 - 1     | Puerto Nuevo    | Club Atlético Defensores del Chaco | 23 de abril | 15:30      |
| Lima                 | 3 - 2     | Deportivo Morón | Lima Football Club                 | 23 de abril | 17:30      |
| Excursionistas       | 1 - 0     | Liniers         | No se jugó                         | No se jugó  | No se jugó |
| Libre: Hebraica      |           |                 |                                    |             |            |

| Fecha 14               | Fecha 14  | Fecha 14             | Fecha 14                    | Fecha 14    | Fecha 14   |
| Local                  | Resultado | Visitante            | Estadio                     | Fecha       | Hora       |
| ---------------------- | --------- | -------------------- | --------------------------- | ----------- | ---------- |
| Puerto Nuevo           | 1 - 3     | Lima                 | Rubén Carlos Vallejos       | 29 de abril | 15:30      |
| Hebraica               | 4 - 1     | Luján                | Sociedad Hebraica Argentina | 29 de abril | 16:00      |
| Camioneros             | 0 - 3     | Excursionistas       | Predio Luis Guillón         | 30 de abril | 15:30      |
| Liniers                | 0 - 1     | Defensores del Chaco | No se jugó                  | No se jugó  | No se jugó |
| Libre: Deportivo Morón |           |                      |                             |             |            |

| Fecha 15             | Fecha 15  | Fecha 15     | Fecha 15                           | Fecha 15   | Fecha 15   |
| Local                | Resultado | Visitante    | Estadio                            | Fecha      | Hora       |
| -------------------- | --------- | ------------ | ---------------------------------- | ---------- | ---------- |
| Deportivo Morón      | 4 - 1     | Puerto Nuevo | Predio Raúl Florentino Di Carlo    | 6 de mayo  | 15:30      |
| Defensores del Chaco | 0 - 6     | Camioneros   | Club Atlético Defensores del Chaco | 7 de mayo  | 11:00      |
| Excursionistas       | 2 - 2     | Hebraica     | Coliseo del Bajo Belgrano          | 7 de mayo  | 15:30      |
| Lima                 | 1 - 0     | Liniers      | No se jugó                         | No se jugó | No se jugó |
| Libre: Luján         |           |              |                                    |            |            |

| Fecha 16            | Fecha 16  | Fecha 16             | Fecha 16                    | Fecha 16   | Fecha 16   |
| Local               | Resultado | Visitante            | Estadio                     | Fecha      | Hora       |
| ------------------- | --------- | -------------------- | --------------------------- | ---------- | ---------- |
| Luján               | 0 - 1     | Excursionistas       | Predio San Emilio           | 13 de mayo | 15:30      |
| Hebraica            | 5 - 1     | Defensores del Chaco | Sociedad Hebraica Argentina | 13 de mayo | 16:00      |
| Camioneros          | 3 - 7     | Lima                 | Predio Luis Guillón         | 14 de mayo | 19:00      |
| Liniers             | 0 - 1     | Deportivo Morón      | No se jugó                  | No se jugó | No se jugó |
| Libre: Puerto Nuevo |           |                      |                             |            |            |

| Fecha 17              | Fecha 17  | Fecha 17   | Fecha 17                           | Fecha 17   | Fecha 17   |
| Local                 | Resultado | Visitante  | Estadio                            | Fecha      | Hora       |
| --------------------- | --------- | ---------- | ---------------------------------- | ---------- | ---------- |
| Deportivo Morón       | 15 - 1    | Camioneros | Predio Raúl Florentino Di Carlo    | 20 de mayo | 15:30      |
| Defensores del Chaco  | 2 - 1     | Luján      | Club Atlético Defensores del Chaco | 21 de mayo | 15:30      |
| Lima                  | 5 - 6     | Hebraica   | Lima Football Club                 | 21 de mayo | 15:30      |
| Puerto Nuevo          | 1 - 0     | Liniers    | No se jugó                         | No se jugó | No se jugó |
| Libre: Excursionistas |           |            |                                    |            |            |

| Fecha 18       | Fecha 18  | Fecha 18             | Fecha 18                  | Fecha 18   | Fecha 18 |
| Local          | Resultado | Visitante            | Estadio                   | Fecha      | Hora     |
| -------------- | --------- | -------------------- | ------------------------- | ---------- | -------- |
| Hebraica       | 1 - 4     | Deportivo Morón      | Predio Los Cardales       | 27 de mayo | 15:30    |
| Luján          | 1 - 5     | Lima                 | Predio San Emilio         | 27 de mayo | 15:30    |
| Excursionistas | 11 - 0    | Defensores del Chaco | Coliseo del Bajo Belgrano | 27 de mayo | 15:30    |
| Camioneros     | 6 - 4     | Puerto Nuevo         | Predio Luis Guillón       | 27 de mayo | 17:00    |
| Libre: Liniers |           |                      |                           |            |          |

| 1. 2. 3. 4. 5. |

### Partido de desempate del primer puesto
Al haber terminado igualados en el primer puesto de la tabla final de posiciones, Excursionistas y Deportivo Morón jugaron un partido de desempate.
| Excursionistas | 0 - 0 (3 - 4 p) | Deportivo Morón | Gildo Ghersinich | 4 de junio | 14:00 |